# Gabi Habetz
Gabi Habetz (Brauweiler) is een Duits voormalig professioneel wielrenster. Ze werd in 1981 Duits kampioene op de weg bij de elite.
Ze is getrouwd met oud-wielrenner Werner Wüller, zus van oud-wereldkampioene Beate Habetz en de tante van Andreas Stauff, anno 2011 prof bij Quick Step.

## Belangrijkste overwinningen
1981
- Duits kampioene op de weg, Elite

## Grote rondes
Geen